# Grizzly (motorfiets)
Grizzly is een Tsjechisch historisch merk van motorfietsen.
De bedrijfsnaam was: Matyaš & Polàk, Továrna na motocyckly, Pardubice-Skrivanek.
Matyaš en Polàk produceerden van 1925 tot 1932 motorfietsen met 250cc-tweetaktmotoren. Een wegracemachine had een 350cc-MAG-kopklepmotor met bovenliggende nokkenas. Voor toeristen was ook een 350cc-MAG-motor leverbaar, maar dat was een zijklepper.